# TKO Group Holdings
TKO Group Holdings, Inc. (TKO) е медиен конгломерат, създаден от Endeavour Group Holdings като част от сливането между World Wrestling Entertainment, Inc. (WWE) и Zuffa, компанията майка на Ultimate Fighting Championship (UFC). След приключване на сливането на 12 септември 2023 г. и WWE, и UFC работят като подразделения под шапката на TKO.
Сливането бележи първия път, в който WWE не е контролирана мажоритарно от семейство Макмеън, което е основател на компанията и я притежава повече от 70 години. UFC сменя собствеността си за трети път, тъй като компанията майка Zuffa е продадена на Endeavour през 2016 г. Zuffa преди това закупува UFC от Semaphore Entertainment Group през 2001 г.
Винс Макмеън от WWE е изпълнителен председател на новото дружество, като изпълнителният директор на Endeavour Ари Емануел става главен изпълнителен директор на новата компания, а Марк Шапиро е президент и главен оперативен директор. Емануел не поема никакви творчески роли в WWE или UFC, като Ник Хан става президент на WWE след сливането, а Дейна Уайт остава в ролята си на президент на UFC.